# Islande au Concours Eurovision de la chanson 2010
L'Islande a participé au Concours Eurovision de la chanson 2010.

## 1redemi-finale
| # | Interprète(s)             | Chanson                  |
| - | ------------------------- | ------------------------ |
| 1 | Íris Hólm                 | "The one"                |
| 2 | Matthias Matthiasson      | "Out of sight"           |
| 3 | Sigurjón Brink            | "You Knocked On My Door" |
| 4 | Kolbrún Eva Viktorsdóttir | "You Are The One"        |
| 5 | Karen Pálsdóttir          | "In The Future"          |

## 2dedemi-finale
| # | Interprète(s)             | Chanson               |
| - | ------------------------- | --------------------- |
| 1 | Menn Ársins               | "Gefst ekki upp"      |
| 2 | Hvanndalsbræður           | "Gleði og glens"      |
| 3 | Sigrún Vala Baldursdóttir | "I Believe In Angels" |
| 4 | Jógvan Hansen             | "One More Day"        |
| 5 | Edgar Smári Atlason       | "Now And Forever"     |

## 3edemi-finale
| # | Interprète(s)        | Chanson                  |
| - | -------------------- | ------------------------ |
| 1 | Arnar Jónsson        | "Þúsund stjörnur"        |
| 2 | Sigurjón Brink       | "Waterslide"             |
| 3 | Hera Björk           | "Je ne sais quoi"        |
| 4 | Steinar Logi Nesheim | "Every word"             |
| 5 | Anna Hlín            | "Komdu á morgun til mín" |

## Finale
| #                    | Interprète(s)     | Chanson |
| -------------------- | ----------------- | ------- |
| Hvanndalsbræður      | "Gleði og glens"  |         |
| Sigurjón Brink       | "Waterslide"      |         |
| Hera Björk           | "Je ne sais quoi" | 1       |
| Jógvan Hansen        | "One More Day"    | 2       |
| Íris Hólm            | "The one"         |         |
| Matthias Matthiasson | "Out of sight"    |         |